# Cyanopica
Cyanopica là một chi chim trong họ Corvidae.